# Revidierte Romanisierung
Die revidierte Romanisierung des Koreanischen ist seit dem Jahr 2000 die offizielle Umschrift für die koreanische Sprache in Südkorea. In dieser Funktion löste sie eine Umschrift ab, die auf der McCune-Reischauer basiert und von 1984 an gültig war. Entwickelt wurde die Umschrift von der Nationalen Akademie der koreanischen Sprache, veröffentlicht vom Ministerium für Kultur und Tourismus.

## Vergleich mit McCune-Reischauer
Der deutlichste Unterschied ist der Verzicht auf diakritische Zeichen mit Ausnahme des sehr sparsam eingesetzten Bindestrichs. Bei McCune-Reischauer wurden die Breve eingesetzt, um die Buchstaben ㅗ (o) und ㅓ (ŏ) sowie ㅜ (u) und ㅡ (ŭ) zu unterscheiden. Diese werden bei der Eingabe am PC aus Bequemlichkeitsgründen oft weggelassen, wodurch die oft kritische Unterscheidung verlorengeht. (So gibt es beispielsweise auf der U-Bahn-Linie 2 in Seoul sowohl eine Haltestelle, die in McCune-Reischauer Sinch'on, als auch eine, die Sinch'ŏn umgeschrieben werden muss.) Das Gleiche gilt für die aspirierten Laute ㅋ, ㅌ, ㅊ und ㅍ, die mittels eines Apostrophs (k', t', ch', p') von den nicht-aspirierten ㄱ, ㄷ, ㅈ und ㅂ (k, t, ch, p oder g, d, j, b) unterschieden werden. Diese zeigen darüber hinaus das Problem, dass der Apostroph vom nicht-kundigen Leser leicht als Silbentrennungszeichen aufgefasst werden kann (beispielsweise besteht der Haltestellenname Sinch'on aus den Silben Sin und ch'on), wofür in der revidierten Romanisierung der Bindestrich verwendet wird (Han-geul wird nicht Hang-eul ausgesprochen).
Darüber hinaus wurden bei McCune-Reischauer Zeichen oft je nachdem, ob sie am Wortanfang oder in der Wortmitte standen, unterschiedlich umgeschrieben, um der tatsächlichen Aussprache näher zu kommen. So wurde beispielsweise die Stadt 대구 mit McCune-Reischauer Taegu geschrieben. Der größte Bahnhof der Stadt 동대구 wurde hingegen Tong-Daegu geschrieben.
Bei der revidierten Romanisierung wird die Unterscheidung zwischen ㅗ und ㅓ bzw. ㅜ und ㅡ mittels eines vorangestellten e realisiert. Auch dies ist für nichtgeübte Leser missverständlich, z. B. wird die Hauptstadt Seoul von deutschen Lesern oft Se-ul ausgesprochen (tatsächlich wird sie praktisch wie das englische soul [Seele] ausgesprochen). Ein Zeichen wird immer gleich umgeschrieben, abgesehen von der Unterscheidung als Anlaut bzw. Auslaut einer Silbe. Nur wenn eine deutliche Lautverschiebung vorhanden ist, wird dasselbe koreanische Zeichen unterschiedlich umgeschrieben, etwa beim 한라산, der statt Hanlasan Hallasan geschrieben wird. Die aspirierten Laute ㅋ, ㅌ, ㅊ und ㅍ werden nur mit k, t, ch und p umgeschrieben, während die nicht-aspirierten Laute ㄱ, ㄷ, ㅈ und ㅂ mit g, d, j und b) umgeschrieben werden. Gerade westliche Leser kritisieren aber, dass Koreaner die meisten dieser Worte eher mit den bei McCune-Reischauer verwendeten Zeichen aussprechen würden, also eher Taegu statt Daegu. Für Koreaner hat dies eine eher geringe Relevanz, die Aussprache von ㄷ und ㅌ unterscheidet sich in anderen Charakteristika als d und t.

## Transkriptionsschema

### Vokale
In der Transkription werden z. T. auch einfache Vokale mit mehreren Buchstaben wiedergegeben.

#### Einfache Vokale
| ㅏ | ㅓ | ㅗ | ㅜ | ㅡ | ㅣ | ㅐ | ㅔ | ㅚ | ㅟ |
| a  | eo | o  | u  | eu | i  | ae | e  | oe | wi |

#### Diphthonge
| ㅑ | ㅕ  | ㅛ | ㅠ | ㅒ  | ㅖ | ㅘ | ㅙ  | ㅝ | ㅞ | ㅢ |
| ya | yeo | yo | yu | yae | ye | wa | wae | wo | we | ui |

Anmerkungen:
- ㅢ wird als ui transkribiert, selbst wenn es wie i gesprochen wird.
- Lange und kurze Vokale werden in der Transkription nicht unterschieden, so wie in Han-geul.

### Konsonanten
Die revidierte Romanisierung beruht so wie die McCune-Reischauer-Transkription auf der koreanischen Standardaussprache. Sie ist häufig nicht direkt vom Schriftbild abzuleiten. Das betrifft vor allem die Transkription der Konsonanten.
| ㄱ  | ㄲ | ㅋ | ㄷ  | ㄸ | ㅌ | ㅂ  | ㅃ | ㅍ | ㅈ | ㅉ | ㅊ | ㅅ | ㅆ | ㅎ | ㄴ | ㅁ | ㅇ | ㄹ  |
| g/k | kk | k  | d/t | tt | t  | b/p | pp | p  | j  | jj | ch | s  | ss | h  | n  | m  | ng | r/l |

#### Regeln zu abweichenden Schreibweisen
- Die Buchstaben ㄱ, ㄷ und ㅂ werden als g, d bzw. b transkribiert, wenn sie vor einem Vokal stehen; sie werden als k, t bzw. p transkribiert, wenn ein weiterer Konsonant folgt oder wenn sie am Wortende stehen. Beispiele:

| 구미 | 영동      | 백암   | 옥천    | 합덕    | 호법   |
| Gumi | Yeongdong | Baegam | Okcheon | Hapdeok | Hobeop |

- Einige Konsonanten werden abweichend vom grundlegenden Schema gemäß ihrer tatsächlichen Aussprache am Silbenende transkribiert. Beispiele:

| 월곶                    | 벚꽃                         | 한밭   |
| Wolgot (nicht „Wolgoj“) | beotkkot (nicht „beojkkoch“) | Hanbat |

- Der Buchstabe ㄹ wird als r transkribiert, wenn ein Vokal folgt; wenn ein Konsonant folgt oder wenn er am Wortende steht, wird er als l transkribiert. Die Buchstabenfolge ㄹㄹ wird als ll transkribiert. Beispiele:

| 구리 | 설악   | 칠곡    | 임실  | 울릉    |
| Guri | Seorak | Chilgok | Imsil | Ulleung |

- Konsonantenassimilationen werden in der Umschrift nach der Aussprache wiedergegeben, nicht nach dem Schriftbild in Han-geul. Beispiele:

| 백마                     | 신문로                      | 종로                    | 왕십리                        | 별내                        | 신라                  |
| Baengma (nicht „Baekma“) | Sinmunno (nicht „Sinmunro“) | Jongno (nicht „Jongro“) | Wangsimni (nicht „Wangsipri“) | Byeollae (nicht „Byeolnae“) | Silla (nicht „Sinra“) |

- Aussprache der sogenannten „epenthetischen ㄴ and ㄹ“ werden in der Transkription wiedergegeben. Beispiele:

| 학여울                        | 알약                   |
| Hangnyeoul (nicht „Hakyeoul“) | allyak (nicht „alyak“) |

- Wenn die Buchstaben ㄷ oder ㅌ vor i stehen, werden sie der Aussprache entsprechend als j bzw. ch transkribiert. Beispiele:

| 해돋이                    | 알같이                   | 맞히다                    |
| haedoji (nicht „haedodi“) | algachi (nicht „algati“) | machida (nicht „majhida“) |

- Wenn den Buchstaben ㄱ, ㄷ, ㅂ oder ㅈ der Buchstabe ㅎ vorausgeht oder nachfolgt, werden sie als k, t, p bzw. ch transkribiert und h fällt aus. Beispiele:

| 좋고                 | 놓다                 | 잡혀                     | 낳지                  |
| joko (nicht „johgo“) | nota (nicht „nohda“) | japyeo (nicht „japhyeo“) | nachi (nicht „nahji“) |

- Das h fällt nicht aus in Substantiven, in denen ㅎ nach ㄱ, ㄷ oder ㅂ steht. Beispiele:

| 묵호                 | 집현전                             |
| Mukho (nicht „Muko“) | Jiphyeonjeon (nicht „Jipyeonjeon“) |

- Bei zusammengesetzten Morphemen wird die gespannte bzw. glottalisierte Aussprache von Konsonanten auch in der Transkription nicht wiedergegeben, sondern nach der Han-geul-Schreibweise transkribiert. Beispiele:

| 압구정    | 낙동강      | 죽변     | 낙성대      | 합정     | 팔당    | 샛별      | 울산  |
| Apgujeong | Nakdonggang | Jukbyeon | Nakseongdae | Hapjeong | Paldang | saetbyeol | Ulsan |

#### Tabelle zu abweichenden Schreibweisen
In dieser Tabelle werden die Schreibweisen der Konsonantenassimilationen vereinfacht dargestellt. Die Transkription ergibt sich aus dem Konsonanten am Silbenende plus Konsonant am Anfang der folgenden Silbe.
| Endkonsonant | Endkonsonant | Anfangskonsonant der nächsten Silbe | Anfangskonsonant der nächsten Silbe | Anfangskonsonant der nächsten Silbe | Anfangskonsonant der nächsten Silbe | Anfangskonsonant der nächsten Silbe | Anfangskonsonant der nächsten Silbe | Anfangskonsonant der nächsten Silbe | Anfangskonsonant der nächsten Silbe | Anfangskonsonant der nächsten Silbe | Anfangskonsonant der nächsten Silbe | Anfangskonsonant der nächsten Silbe | Anfangskonsonant der nächsten Silbe | Anfangskonsonant der nächsten Silbe | Anfangskonsonant der nächsten Silbe |
| ------------ | ------------ | ----------------------------------- | ----------------------------------- | ----------------------------------- | ----------------------------------- | ----------------------------------- | ----------------------------------- | ----------------------------------- | ----------------------------------- | ----------------------------------- | ----------------------------------- | ----------------------------------- | ----------------------------------- | ----------------------------------- | ----------------------------------- |
| Endkonsonant | Endkonsonant | ㅇ                                  | ㄱ                                  | ㄴ                                  | ㄷ                                  | ㄹ                                  | ㅁ                                  | ㅂ                                  | ㅅ                                  | ㅈ                                  | ㅊ                                  | ㅋ                                  | ㅌ                                  | ㅍ                                  | ㅎ                                  |
|              |              |                                     | g                                   | n                                   | d                                   | r                                   | m                                   | b                                   | s                                   | j                                   | ch                                  | k                                   | t                                   | p                                   | h                                   |
| ㄱ           | k            | g                                   | kg                                  | ngn                                 | kd                                  | ngn                                 | ngm                                 | kb                                  | ks                                  | kj                                  | kch                                 | kk                                  | kt                                  | kp                                  | kh/k                                |
| ㄴ           | n            | n                                   | ng                                  | nn                                  | nd                                  | ll/nn                               | nm                                  | nb                                  | ns                                  | nj                                  | nch                                 | nk                                  | nt                                  | np                                  | nh                                  |
| ㄹ           | l            | r                                   | lg                                  | l                                   | ld                                  | ll                                  | lm                                  | lb                                  | ls                                  | lj                                  | lch                                 | lk                                  | lt                                  | lp                                  | lh                                  |
| ㅁ           | m            | m                                   | mg                                  | mn                                  | md                                  | mn                                  | mm                                  | mb                                  | ms                                  | mj                                  | mch                                 | mk                                  | mt                                  | mp                                  | mh                                  |
| ㅂ           | p            | b                                   | pg                                  | mn                                  | pd                                  | mn                                  | m                                   | pb                                  | ps                                  | pj                                  | pch                                 | pk                                  | pt                                  | pp                                  | ph/p                                |
| ㅇ           | ng           | ng                                  | ngg                                 | ngn                                 | ngd                                 | ngn                                 | ngm                                 | ngb                                 | ngs                                 | ngj                                 | ngch                                | ngk                                 | ngt                                 | ngp                                 | ngh                                 |

### Bindestrich
Um die Silbengrenzen der Han-geul-Schreibweisen anzugeben, kann ein Bindestrich verwendet werden. Beispiele:
| 중앙     | 반구대    | 세운  | 해운대    |
| Jung-ang | Ban-gudae | Se-un | Hae-undae |

### Großschreibung
Eigennamen werden großgeschrieben. Beispiele:
| 부산  | 세종   |
| Busan | Sejong |

### Personennamen
Koreanische Personennamen werden mit einem Zwischenraum zwischen Familien- und Vorname geschrieben. Grundsätzlich sollen die beiden Silben eines Vornamens nicht durch einen Bindestrich getrennt werden, es kann jedoch ein Bindestrich verwendet werden. Beispiele (Im CJK-Sprachraum wird der Familienname zuerst geschrieben):
| 송나리                       |
| Song Nari (oder: Song Na-ri) |

Weitere oft zu findende Schreibweisen: Song Na-Ri, Song Na Ri. Seltener auch Song Na ri, Song NaRi.
Anmerkungen:
- Assimilation zwischen Konsonanten wird in der Transkription von Personennamen nicht wiedergegeben:

| 한복남                                              | 홍빛나                                              |
| Han Boknam (oder: Han Bok-nam; nicht „Han Bongnam“) | Hong Bitna (oder: Hong Bit-na; nicht: „Hong Binna“) |

- Die Transkription von Familiennamen soll noch getrennt festgelegt werden und könnte vom Schema abweichen.

### Ortsnamen
Die Bezeichnungen von Verwaltungseinheiten werden wie folgt transkribiert: 도 do, 시 si, 군 gun, 구 gu, 읍 eup, 면 myeon, 리 ri, 동 dong und 가 ga. Sie werden mit einem Bindestrich an den Ortsnamen angeschlossen. Assimilation von Konsonanten vor oder nach dem Bindestrich wird in der Transkription nicht berücksichtigt. Beispiele:
| 충청북도          | 제주도    | 의정부시     | 양주군           | 도봉구      | 신창읍        |
| Chungcheongbuk-do | Jeju-do   | Uijeongbu-si | Yangju-gun       | Dobong-gu   | Sinchang-eup  |
| 삼죽면            | 인왕리    | 당산동       | 봉천 1동         | 종로 2가    | 퇴계로 3가    |
| Samjuk-myeon      | Inwang-ri | Dangsan-dong | Bongcheon 1-dong | Jongno 2-ga | Toegyero 3-ga |

Die Bezeichnungen geografischer Formationen, von Kulturdenkmälern u. ä. können ohne Bindestrich zusammengeschrieben werden. Beispiele:
| 남산           | 속리산     | 금강     | 독도         | 경복궁        | 무량수전      | 연화교      | 극락전       | 안압지  |
| Namsan         | Songnisan  | Geumgang | Dokdo        | Gyeongbokgung | Muryangsujeon | Yeonhwagyo  | Geungnakjeon | Anapji  |
| 남한산성       | 화랑대     | 불국사   | 현충사       | 독립문        | 오죽헌        | 촉석루      | 종묘         | 다보탑  |
| Namhansanseong | Hwarangdae | Bulguksa | Hyeonchungsa | Dongnimmun    | Ojukheon      | Chokseongnu | Jongmyo      | Dabotap |

### Herkömmliche Schreibweisen
Eigennamen wie Personennamen und Firmennamen dürfen wie vor der Einführung der revidierten Romanisierung geschrieben werden.

### Umkehrbarkeit
Grundsätzlich ist es nicht möglich, von der revidierten Romanisierung eindeutig auf die Schreibweise in Han-geul zu schließen. Wo dies erwünscht ist, wie etwa in wissenschaftlichen Artikeln, wird eine modifizierte Transkriptionsmethode verwendet, in der Buchstabe für Buchstabe gemäß der Han-geul-Schreibweise transliteriert wird, ohne Rücksicht auf die Aussprache. Beispiele:
| 집  | 짚  | 밖   | 값   | 붓꽃     | 먹는     | 독립   | 문리  | 물엿     | 굳이  | 좋다  | 가곡  | 조랑말    | 없었습니다         |
| jib | jip | bakk | gabs | buskkoch | meogneun | doglib | munli | mul-yeos | gud-i | johda | gagog | jolangmal | eobs-eoss-seubnida |

## Unterschiede zu McCune-Reischauer
ㅓ und ㅡ werden mit zwei Vokalbuchstaben geschrieben: eo und eu. In McCune-Reischauer werden sie mit ŏ und ŭ geschrieben. Diese Zeichen gehören nicht zum Standardzeichensatz und können wegen ihrer Ähnlichkeit leicht verwechselt werden. Allerdings ist auch die neue Umschrift gerade für Deutsche irreführend, denn eu wird nicht wie beispielsweise wie im deutschen euch ausgesprochen, sondern ist ein einzelner Laut, der entfernt wie ein offenes ö wie in öffnen gesprochen wird. Auch eo ist ein Einzellaut und wird etwa wie das o in offen ausgesprochen.
ㅝ wird als wo geschrieben und ㅢ wird als ui geschrieben.
Aspirierte Konsonanten (ㅋ, ㅌ, ㅍ, ㅊ) haben keinen Apostroph (k, t, p und ch) wie in McCune-Reischauer. Ihre nicht-aspirierten Gegenstücke (ㄱ, ㄷ, ㅂ ㅈ) werden wie stimmhafte englische Laute (g, d, b und j) geschrieben. Am Ende eines Wortes werden sie jedoch als k, t und p geschrieben, wenn sie so ausgesprochen werden. Weggefallen ist somit im Vergleich zu McCune-Reischauer die Lautveränderung der Konsonanten am Wortanfang: Statt „Pusan“ schreibt man nun „Busan“, und „Kimch'i“ wird zu „Gimchi“.
ㅅ wird immer als s oder t geschrieben, nie als sh.
ㄹ ist r vor einem Vokal, l vor einem Konsonanten oder am Ende eines Wortes. Doppeltes ㄹ ist immer ll
Der Bindestrich kann verwendet werden, um Silben abzugrenzen, z. B. jeong-eum statt jeon-geum.
Die Silben persönlicher Vornamen dürfen mit einem Strich getrennt werden.
Die Umschrift von Personennamen, bestehender Namen von Unternehmen u. ä. wird nicht angetastet.